# Pristimantis simonsii
Pristimantis simonsii es una especie de anfibio anuro de la familia Strabomantidae. Es  endémica de Perú, más concretamente de Celendín, Departamento de Cajamarca, a altitudes de 3200 m. Se encuentra amenazada de extinción por la pérdida de su hábitat natural.